# Cabredo
Cabredo è un comune spagnolo di 117 abitanti situato nella comunità autonoma della Navarra.